# Bandera de Guatemala
La bandera de Guatemala es el emblema e insignia suprema de la República de Guatemala y ha sufrido transformaciones desde incluso antes de la creación de la República el 21 de marzo de 1847. Originalmente fue creada por el gobierno conservador del general José Rafael Carrera y Turcios basado en la propuesta del obispo Juan José de Aycinena y Piñol y otros miembros de quienes querían enfatizar la influencia conservadora en Guatemala manteniendo elementos españoles en la bandera. Tras la muerte de Carrera entre 1860 y 1865 la influencia conservadora se debilitó en Guatemala y su gobierno fue finalmente derrocado  por la revolución liberal el 30 de junio de 1871 dirigida por Miguel García Granados y Justo Rufino Barrios, quienes entre sus primeros decretos modificaron la bandera de Guatemala para eliminar las referencias conservadoras.  

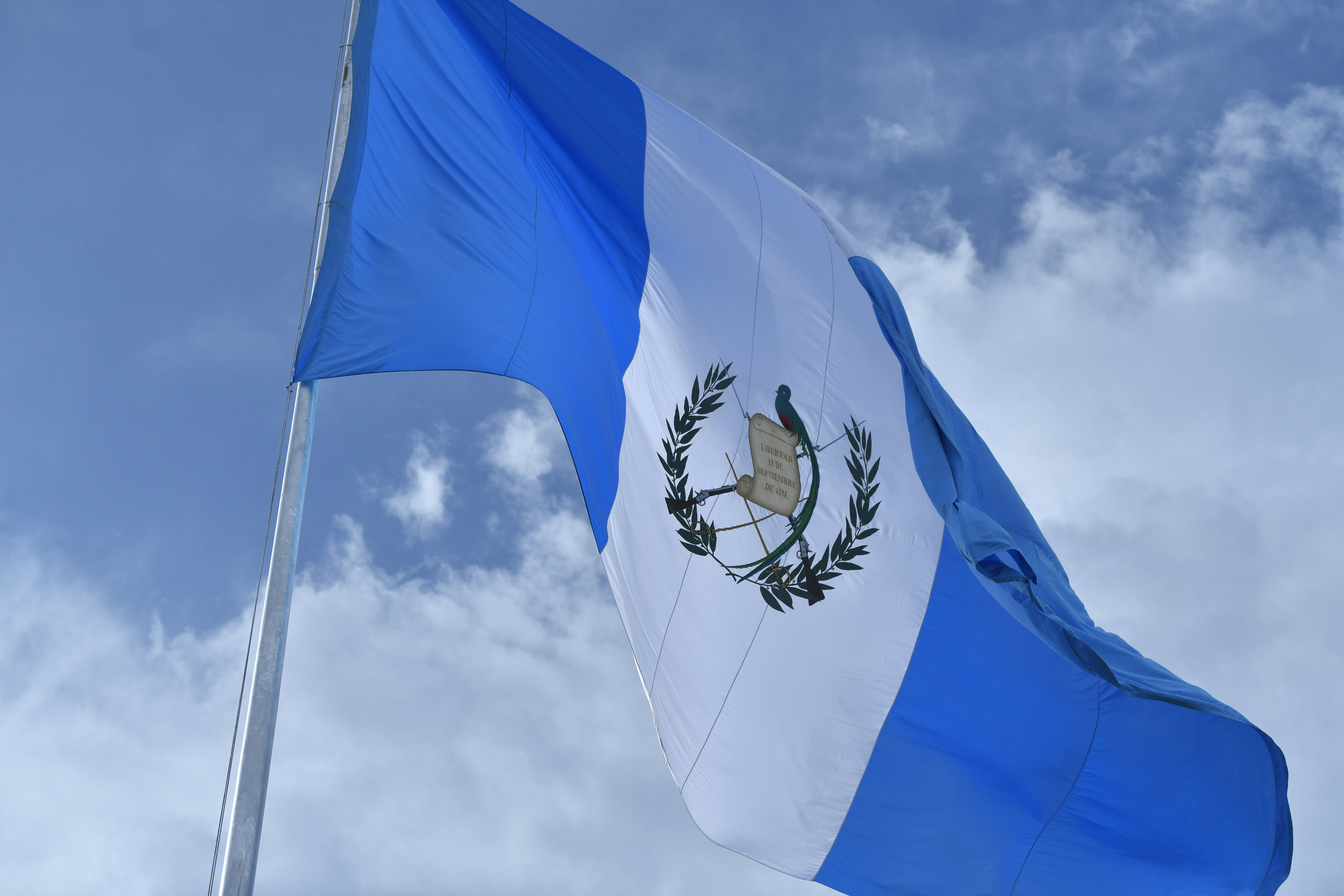
Bandera de Guatemala.

De acuerdo al decreto ejecutivo del 17 de agosto de 1871, se determinó que la bandera tuviera únicamente dos colores: el azul celeste y el blanco. La franja vertical blanca entre las dos celestes representa el hecho de que el país se encuentra entre el océano Pacífico al oeste y el mar Caribe al Este. En su centro aparece el Escudo Nacional, -que también fue modificado para remover los elementos conservadores y la fecha 21 de marzo de 1847, que corresponde a la fundación de la República de Guatemala y el fin de la Federación Centroamericana con la que habían soñado los liberales-. El color blanco también representa la pureza, la integridad, la fe, la obediencia, la firmeza, la vigilancia, la paz y la nación. El color azul simboliza la justicia, la lealtad, la dulzura, la fortaleza, el cielo guatemalteco y los dos mares citados que bañan las costas del este y oeste del país, respectivamente, al igual que las de Centroamérica.
Uno de los primeros diseños que tuvo la Bandera de Guatemala fue la Bandera de las Provincias Unidas del Centro de América que a su vez, estaba inspirada en la Bandera de las Provincias Unidas del Río de la Plata, actual Argentina, aunque en esta última las franjas son horizontales, y las franjas exteriores son azules, no celestes. Las banderas de los otros países que conformaron las Provincias Unidas del Centro de América siguen este patrón.  
Finalmente el acuerdo gubernativo del 12 de septiembre de 1968 reglamenta en detalle los colores la densidad y colocación de los mismos en la bandera y el escudo nacionales. Este reglamento se estableció durante el gobierno del Licenciado Julio César Méndez Montenegro. A la bandera se le llama pabellón cuando lleva el escudo de armas  y los colores oficiales. En actos oficiales se suele acompañar la entrada de la bandera con la marcha "La Granadera", versión instrumental.

## Banderas y escudos anteriores

### 1823–1838 Bandera y escudo de armas usados por provincia de Guatemala
Guatemala, como parte de las Provincias Unidas del Centro de América, adoptó la bandera y el escudo de armas aprobados por la Asamblea Nacional Constituyente de Centroamérica, según decreto n.º 29 del 21 de agosto de 1823. La Bandera de las Provincias Unidas del Centro de América constaba de tres franjas horizontales: azules la superior e inferior y blanca la del centro. Este es el citado decreto:
| DECRETO CREADOR DEL ESCUDO Y LA BANDERA DE LAS PROVINCIAS UNIDAS DEL CENTRO DE AMÉRICA DECRETO No. 29 La Asamblea Nacional Constituyente de las Provincias Unidas del Centro de América, ha tenido a bien decretar y decreta: Artículo 1º El Escudo de Armas de las Provincias Unidas del Centro de América será un triángulo equilátero; en su base aparecerá una cordillera de cinco volcanes, sobre un terreno que se figure bañado por ambos mares; en la parte superior, un arco iris que los cubra y bajo el arco, el gorro de la libertad esparciendo luces. En torno del triángulo y en figura circular se escribirá con letras de oro: “PROVINCIAS UNIDAS DEL CENTRO DE AMÉRICA”. Artículo 2º Este escudo se colocará en todos los puestos y oficinas públicas sustituyéndose a las que se han usado por disposiciones de los anteriores gobiernos. Artículo 3º El gran sello de la nación, el de la Secretaría de esta Asamblea, el de los agentes del gobierno, y tribunales de justicia, llevarán todos el mismo escudo. Artículo 4º El pabellón nacional para los puertos y para toda clase de buques pertenecientes a este nuevo estado constará de tres fajas horizontales, azules la superior e inferior, y blanca la del centro en la cual irá dibujado el escudo que designa el artículo 1º. En los gallardetes las fajas se colocarán perpendicularmente por el orden expresado. Del mismo pabellón usarán los enviados de este gobierno a las naciones extranjeras. En los buques mercantes las banderas y gallardetes no llevarán escudo, y en la faja del centro se escribirá con letras de plata: DIOS, UNIÓN, LIBERTAD. Artículo 5º Las banderas y estandartes de los cuerpos militares así vivos, así como de milicia provincial mientras esta subsista, se arreglarán a lo dispuesto en el artículo anterior: Sus fajas serán siempre horizontales, en la superior las palabras: DIOS, UNIÓN, LIBERTAD, y en la inferior la clase y número de cada cuerpo. En las de infantería ambas inscripciones serán con letras de oro, y en los de caballería con letras de plata. Artículo 6º Los cuerpos de fuerza cívica dispondrán sus banderas y estandartes con arreglo a lo prevenido en el artículo setenta de la ley de diez y ocho del corriente. Artículo 7º Al comunicarle este decreto al gobierno se le acompañarán diseños del blasón y pabellón nacionales para la más fácil inteligencia de cuanto queda prevenido: Comuníquese al Supremo Poder Ejecutivo para su cumplimiento, y que lo haga imprimir, publicar y circular. Dado en Guatemala a 21 de agosto de 1823 – José Barrundia: Diputado Presidente – Mariano Gálvez: Diputado Secretario – Mariano de Córdoba: Diputado Secretario – Al Supremo Poder Ejecutivo. Por tanto mandamos se guarde, cumpla y ejecuten todas sus partes. Lo tendrá entendido el Secretario del despacho, y hará se imprima, publique y circule. Palacio Nacional de Guatemala 3 de octubre de 1823 – Antonio Rivera: Presidente – Pedro Molina – Juan Vicente Villacorta. Al ciudadano Manuel Julián Ibarra. Y de orden del Supremo Poder Ejecutivo lo inserto a V. para su inteligencia y fines consiguientes: Dios, Unión, Libertad —Palacio Nacional de Guatemala 3 de octubre de 1823 M. Julián Ibarra. |

### 1825-1843 Bandera y escudo del Estado de Guatemala
El 20 de enero de 1825 Guatemala adoptó por el Decreto Legislativo n.º 30 su propio escudo estatal. Era de tres franjas horizontales, azules la superior e inferior, y blanca la central en cuyo centro estaba el escudo de armas que tenía arriba un carcaj, apoyada sobre tierra (en la que había varios trofeos y la bandera nacional), llena de flechas azules y blancas (las cuales tiene el Escudo de Honduras), encima de un círculo. En la parte de arriba del escudo hay dos cuernos de la abundancia uno a cada lado; dentro del círculo hay un triángulo equilátero, el del escudo de las Provincias Unidas del Centro de América. Este es su texto:
| Decreto No. 30 De 20 de enero de 1825 en que se designa el escudo de armas propio del Estado de Guatemala El Jefe del Estado de Guatemala Por cuanto la Asamblea Constituyente del mismo Estado ha decretado lo que sigue. La Asamblea Constituyente del Estado de Guatemala considerando que para distinguirse del mismo Estado entre los demás de la República Federal a la que pertenece, es necesario designar el escudo propio de sus armas, colocando en él las de la federación en testimonio de la sinceridad que le une a ella, ha tenido a bien decretar y decreta: 1. El escudo de armas del estado es el mismo que para toda la República de Centro América adoptó la Asamblea Nacional Constituyente en su decreto del 21 de agosto de 1823. 2. El particular del estado se distingue solamente en que aquel escudo está fijo sobre un gran carcaj, cuya extremidad superior aparece sobre el círculo coronándose las flechas azules y blancas colocadas en ella; la parte inferior de la aljaba está apoyada en una porción de tierra en que hay varios trofeos; y entre ellos la bandera que designa los colores del pabellón nacional. De los anillos de la parte superior de la aljaba y descansando sobre el escudo circular penden dos cuernos que derraman la abundancia; de la inferior suben dos palmas que cierran el círculo; y una flecha y un arco cruzan la base y el triángulo que está en el centro del escudo En torno del círculo se lee en letras de oro “Estado de Guatemala en la Federación del Centro”. Todo con la forma y colores del diseño que se acompaña. 3. El sello de la Asamblea de Gobierno, el del Consejo representativo, corte superior y tribunales de justicia, y corporaciones que deben usarlo, se arreglarán al mismo diseño; y se colocará el propio escudo en todas las oficinas y puestos públicos del Estado. 4. También se usará de él en las banderas y estandartes de los cuerpos de la fuerza pública del Estado cualesquiera que sea su clase. Comuníquese al Jefe del Estado para su cumplimiento, y que lo haga imprimir, publicar y circular. — Dado en la Antigua Ciudad de Guatemala a veinte de enero de mil ochocientos veinticinco. Guatemala marzo 2, 1825. Francisco Barrundia Alejandro Díaz Cabeza de Vaca (Tomado del Archivo General de Centroamérica, Guatemala) |

Durante la Federación cada estado quedó en libertad de modificar el escudo de armas. A partir del 20 de enero de 1825, el Estado de Guatemala lo usó simultáneamente con el de las Provincias Unidas del Centro de América y continuó usando la bandera azul y blanco decretada el 21 de agosto de 1823. Rota la Federación en 1839 el Estado de Guatemala siguió usando la misma bandera y escudo decretado en enero de 1825.

### 1843-1851 Bandera y escudo del Estado de Guatemala
El 31 de diciembre de 1842 el gobierno conservador propuso variar el escudo de armas debido a que carecía de razones estéticas y contenía elementos decorativos que aparecían en los escudos de otros países. La propuesta fue sometida a un análisis exhaustivo por una comisión nombrada por el Ministerio de Gobernación, los que emitieron un dictamen favorable a lo solicitado por el Poder Ejecutivo. El 14 de noviembre de 1843 se emitió el siguiente decreto legislativo que creó la bandera y escudo del país:
| DECRETO DE LA ASAMBLEA CONSTITUYENTE DEL ESTADO DE GUATEMALA, DE 14 DE NOVIEMBRE DE 1843 MODIFICANDO EL ESCUDO DE ARMAS POR LOS CAMBIOS POLÍTICO VERIFICADOS EN CENTRO AMÉRICA Se varían las armas del Estado La Asamblea Constituyente del Estado de Guatemala, habiendo tomado en consideración, la iniciativa del Gobierno, del 31 de diciembre del año próximo pasado de 1842 y la exposición que dirigió, en 17 de agosto de este año, contraídas a representar la necesidad de que se hiciese una variación en el escudo de armas del Estado, mediante el cambio político que ha habido, en virtud de la disolución del pacto federal e independencia del Estado de Guatemala. Oído el dictamen de la comisión de Gobernación. HA DECRETADO Art. Único. Las armas del Estado serán las que Centro América, ha usado en el anverso de su moneda, pero dispuestas de manera que el sol y los volcanes queden colocados en el centro de un escudo cuya leyenda será: Guatemala en Centro América. 15 de septiembre de 1821; llevando en el carcaj una corona de olivo. Pase al Gobierno para su publicación y cumplimiento. Dado en el salón de sesiones: Guatemala, veinte y seis de octubre de 1843. —José Mariano Rodríguez, Diputado Presidente; Manuel Santa-Cruz, Secretario, Maule Ubico, Secretario. Casa del Supremo Gobierno. Guatemala, catorce de noviembre de 1843. Por tanto, ejecútese, Mariano Rivera Paz |

En la modificación del escudo de armas aparece por primera vez la divisa “Guatemala en Centro América. 15 de septiembre de 1821” y desaparece “Estado de Guatemala en la Federación del Centro”. Hasta 1851 se continuó usando la bandera azul y blanco de la Federación Centroamericana, año en que sufrió por primera vez una total modificación.

### 1851-1858 Bandera y escudo de la República de Guatemala
Siendo Presidente de la República Mariano Paredes, el 14 de marzo de 1851 se emitió el siguiente decreto ejecutivo, publicado en La Gaceta de Guatemala n.º 39, Tomo V, del viernes 21 del mismo mes y año, creando los nuevos símbolos patrios:
| Decreto del Gobierno de la República de 14 de marzo de 1851, fijando los colores de que deba formarse el pabellón nacional con otras prevenciones del caso DECRETO No. 55 El Presidente de la República de Guatemala: En atención a que desde que Guatemala se proclamó república independiente y soberana, ha debido adoptarse un pabellón particular que la distinga de las demás potencias, como también las otras señales que se usan y acostumbran en todas partes con aquel objeto; Siendo conforme al sentimiento público el conservar aquellos colores establecidos desde antes de la declaratoria de independencia, como asimismo los que se adoptaron con posteridad a aquel suceso; Considerando todo detenidamente, y con presencia del Decreto expedido por la Asamblea Constituyente estableciendo el escudo de armas, que debe conservarse tal como hoy existe; De acuerdo con el dictamen del Consejo Consultivo, DECRETA: 1. Los colores nacionales serán el azul, el blanco, el amarillo y el encarnado, dispuestos en la forma que manifiesta el diseño que acompaña a este decreto. 2. El pabellón nacional llevará el escudo de armas de la República en el lugar que indica el mismo diseño 3. El pabellón mercante será el mismo; pero si el escudo. 4. El gallardete será de color rojo en caso de guerra, negro en ocasión de duelo blanco en señal de paz, o de cualquiera otro motivo de regocijo. 5. La cucarda llevará los mismos colores nacionales, conforme al diseño. 6. Las ciudades y corporaciones que tengan escudo de armas propios, usarán de él, colocando en el lugar destinado el escudo de la República. 7. Este decreto se publicará para que se tenga puntual observancia; se darán por las secretarías del despacho las órdenes convenientes para que se tenga exacto cumplimiento en los departamentos y oficinas de su dependencia, y se dará cuenta con él, para su aprobación, al cuerpo representativo en su próxima reunión. Dado en el Palacio Nacional de Guatemala a catorce de marzo de mil ochocientos cincuenta y uno. —Mariano Paredes Secretario de Gobernación, Pedro N. Arriaga. |

El presidente Mariano Paredes aseguraba públicamente que al conservar los colores amarillo y rojo usados durante la colonia, se interpretaba el sentimiento popular; en realidad, era una orden del general Rafael Carrera y Turcios, jefe de las fuerzas armadas y el verdadero gobernante de Guatemala, siguiendo una sugerencia del obispo Juan José de Aycinena y Piñol, II marqués de Aycinena y líder conservador que apoyaba el régimen. Lucas Paredes, líder liberal, contradecía lo anterior afirmando que “la bandera acordada no armonizaba las verdaderas aspiraciones de la nueva república”, porque perpetuaba los símbolos españoles y aristocráticos que preferían los conservadores.

### 1858-1871 Bandera y escudo de la República de Guatemala
Siendo presidente el general Rafael Carrera y Turcios se emitió el siguiente decreto ejecutivo, del 31 de mayo de 1858, creando otra bandera y otro escudo nacionales:
| DECRETO DEL GOBIERNO, DE 31 DE MAYO DE 1858, FIJANDO DEFINITIVAMENTE EL ESCUDO DE ARMAS DE LA NACIÓN Decreto cambiando las armas de la República y la colocación de los colores en el pabellón. El Excelentísimo Señor Presidente de la República se ha servido emitir el decreto siguiente: don Rafael Carrera, capitán general del Ejército; Caballero Gran Cruz de la Orden Pontificia de San Gregorio Magno, en la Clase Militar; Comendador de la de Leopoldo de Bélgica; Presidente de la República de Guatemala, etc, con presencia del artículo 2º del Decreto del 6 de abril de 1857, tiene a decretar y DECRETA: Artículo 1º. Las armas de la república serán en lo sucesivo un escudo dividido transversalmente en dos cuarteles; el superior en el campo raso azul con barras verticales de plata, y el inferior con tres volcanes sobre campo celeste claro. Sobre el escudo irá un sol y a cada uno de sus lados dos pabellones con los colores nacionales desplegados y recogidos los extremos hacia abajo, anudados en las astas. A la derecha del escudo irá una rama de encino, y a la izquierda otra de laurel. En una cinta blanca ondeante enlazada con los pabellones, irá la siguiente leyenda en letras de oro: GUATIMALAE RESPÚBLICA SUB DEI OPTIM MÁXIMO PROTECTIONE (en español: República de Guatemala, bajo la máxima protección de Dios). Artículo 2º. Se conservarán en el pabellón los colores rojo, amarillo, azul y blanco, distribuidos en siete fajas horizontales, las dos de los extremos de azul; blancas las inmediatas; rojas las siguientes y amarilla la del centro, sobre la cual irán las armas. Dado en el Palacio del Gobierno en Guatemala, a treinta y uno de mayo de mil ochocientos cincuenta y ocho. —Rafael Carrera El Ministro de Gobernación Maule Echeverría |

Durante 13 años estuvieron vigentes estos emblemas, hasta el triunfo de la Revolución Liberal del 30 de junio de 1871 al frente de los generales Justo Rufino Barrios y Miguel García Granados. Las modificaciones presentadas en los símbolos patrios tienen representaciones incluidas españolas y de la Iglesia Católica y se deben a la influencia del Marqués de Aycinena que introdujo así los símbolos del poder conservador en Guatemala y se han considerado desde el punto de vista heráldico como los mejores que ha tenido el país.[cita requerida]

## Decreto de creación de la bandera
El 17 de agosto de 1871, siendo presidente de la república el general Miguel García Granados, se hizo el siguiente Decreto Ejecutivo que creó la actual bandera guatemalteca:
| \| EL DECRETO QUE NOS DA LOS SÍMBOLOS NACIONALES DECRETO n.º 12 Miguel García Granados, presidente provisorio de la República de Guatemala. Considerando: que la Revolución que se ha verificado impone el deber de adoptar un nuevo pabellón que esté en mejor armonía con las leyes fundamentales que establecen la independencia absoluta de la República. Que este requisito se cumple restableciendo los colores fijados en el Decreto de la Asamblea Nacional Constituyente de 21 de agosto de 1823; DECRETA: Artículo 1. Los colores nacionales serán el azul y el blanco, dispuestos en tres fajas verticales, quedando la blanca en el centro. Artículo 2. El Pabellón Nacional llevará sobre la faja blanca el Escudo de Armas de la República. Artículo 3. El pabellón mercante será el mismo, pero sin Escudo. Artículo 4. La cucarda llevará los mismos colores nacionales dispuestos en la misma forma. Dado en el Palacio del Gobierno, en Guatemala, a diez de agosto de mil ochocientos setenta y uno. —Miguel García Granados El Ministro de Relaciones Exteriores encargado de la Secretaría de Gobernación Felipe Gálvez. |

## Decreto de creación del escudo
Tres meses después, el 18 de noviembre de 1871, el mismo gobierno aprobó el Decreto n.º 33 que adoptó el actual escudo nacional:
| \| DECRETO n.º 33 Debiendo estar en armonía el Escudo de Armas de la República con los principios políticos que ha proclamado la Nación; en uso de las facultades de que me hallo investido, DECRETO: Artículo único.- Las armas de la República serán: un escudo con dos rifles y dos espadas enlazadas con dos ramas de laurel, en cada campo celeste claro. El centro será cubierto con un pergamino, que contendrá la siguiente leyenda en letras de oro: Libertad 15 de septiembre de 1821; figurando en la parte superior un quetzal como símbolo de la independencia y autonomía de la nación. Dado en Guatemala, el dieciocho de noviembre de mil ochocientos setenta y uno. —El Ministro del Interior Francisco Alburez Miguel García Granados |

## Decreto de regulación de la bandera y el escudo
El 12 de septiembre de 1968, siendo Presidente de la República el licenciado Julio César Méndez Montenegro, se emitió el siguiente Acuerdo gubernativo:
| PALACIO NACIONAL Guatemala 12 de septiembre de 1968 EL PRESIDENTE CONSTITUCIONAL DE LA REPÚBLICA, CONSIDERANDO: Que mediante Decretos números 12 y 33 de fechas 10 de agosto y 18 de noviembre de 1871, dictados por el entonces presidente de Guatemala general Miguel García Granados, se establecieron respectivamente, la bandera y el escudo de armas de la República, CONSIDERANDO: Que la falta de una reglamentación adecuada en materia tan importante, ha dado origen a que dichos símbolos patrios se hayan venido representando en forma caprichosa y arbitraria, tanto que en lo que se refiere al matiz de sus colores como al diseño del escudo de armas de la República, CONSIDERANDO: Que por Acuerdo Gubernativo de fecha 30 de noviembre de 1967 se designó una comisión con el objeto de que efectuó los estudios pertinentes a la correcta aplicación de las leyes mencionadas, la que después de meritoria labor rindió dictamen presentando el proyecto respectivo: POR TANTO: En uso de las facultades que le confiere el inciso 4º del artículo 189 de la Constitución de la República. En Consejo de Ministros ACUERDA: Artículo 1. La bandera de Guatemala es la insignia suprema de la Patria. Lleva en su centro el escudo de armas de la República, de conformidad con lo estipulado en los Decretos números 12 y 33 de 10 de agosto y 18 de noviembre de 1871. Artículo 2. La bandera no ostenta ninguna leyenda o inscripción adicional salvo en los casos específicos previstos por los reglamentos militares. Artículo 3. Los colores de la bandera serán el azul y el blanco, dispuestos en tres franjas verticales del mismo ancho: dos azules los extremos y una blanca en medio. La franja blanca lleva en su centro el escudo de armas de la República, en dimensiones proporcionales a las de la Insignia Patria; la bandera mercante será la misma, pero sin escudo. El color azul que expresa justicia y lealtad corresponde al azul del cielo de Guatemala y en la nomenclatura de uso internacional se designa como ISCC-NBS 177, o VM 1.6 PB 5.9/9.4. El color blanco, que simboliza pureza e integridad, equivale al ISCC-NBS 263, o VM 2.5 PB 9.5/0.2. Artículo 4. La forma de la bandera es un rectángulo con las dimensiones proporcionales, vertical y horizontal, de 5 a 8 respectivamente. La relación de 5 a 8 corresponde a la regla de oro de la proporción estética. DEL ESCUDO Artículo 5. El escudo de armas de la República, cuando se diseñe independientemente de la bandera, irá en campo celeste claro conforme Decreto de su creación. Dicho color, que representa idealidad, equivale al ISCC-NBS 184, o VM 1.5 PB 8.3/3.3. Artículo 6. Los rifles Remington de la época (1871), se representan con bayoneta triangular calada, de perfil, con el guardamontes hacia abajo, y entrecruzados en ángulo recto en el centro del escudo. Artículo 7. Las espadas, símbolo de justicia y soberanía, desenvainadas y en oro, se entrecruzan en ángulo recto al de los rifles. Artículo 8. Las ramas de laurel, símbolo de victoria, que enlazan las armas, se representan al natural con frutos, entrecruzadas en la parte inferior y sin atadura alguna. Las hojas inferiores de las ramas enlazan con las empuñaduras de las espadas, las subsiguientes con las culatas de los rifles y las últimas, en el extremo superior, con las bayonetas. Artículo 9. El pergamino, cuya leyenda hace inmortal la fecha del nacimiento de la Patria, va desenrollado en el centro del escudo, sobre el cruce de los rifles; tiene una vuelta y media hacia el frente de la parte superior y vuelta y media hacia el reverso en la inferior, descansando ésta sobre las hojas de las espadas. Centrada en el pergamino, figura la siguiente leyenda en letras de oro, mayúsculas, en cuatro líneas, así: en la primera LIBERTAD, en la segunda 15 DE, en la tercera SETIEMBRE, y en la cuarta DE 1821. Artículo 10. En la parte superior del pergamino posa el Quetzal, símbolo supremo de libertad. Se representa diestrado, en sus colores propios. Las plumas caudales más largas, pasan sobre las ramas del lado correspondiente y sobrepasan ligeramente las hojas inferiores del laurel. DISPOSICIONES GENERALES Artículo 11. La bandera de Guatemala, como máximo emblema de la Patria, no saluda ni rinde honores. Artículo 12. En lo que se refiere al uso de las insignias nacionales, continúan en vigor el “Reglamento para el Servicio del Ejército en Tiempo de Paz” (Acuerdo Gubernativo de 29 de abril de 1935, modificado por el de 8 de abril de 1960) y el “Reglamento de Instrucción de Infantería de Orden Cerrado” (Acuerdo Gubernativo de 23 de enero de 1957), así como las demás disposiciones gubernativas que traten sobre la materia, en el entendido de que deben de adaptarse a lo preceptuado en el presente reglamento. Artículo 13. Toda persona, individual o jurídica, que se dedique a la elaboración de banderas y escudos nacionales, deberá solicitar previamente en cada caso, a la Dirección General de Cultura y Bellas Artes, la aprobación del modelo respectivo, a fin de que dichas insignias se ajusten a lo establecido en el presente Acuerdo. La mencionada dependencia hará la comprobación correspondiente, antes de que las insignias se pongan a disposición del público. Artículo 14. La nomenclatura empleada en este reglamento corresponde a la de la Sociedad Internacional del Consejo del Color (ISCC), conjuntamente con la Oficina Nacional de Normas de los Estados Unidos de Norteamérica (NBS), así como a la del Sistema Internacional de Designación de Colores de la Casa “Munsel Color Company” (VM). Artículo 15. Los particulares, entidades públicas o privadas, empresas y establecimientos de toda naturaleza que a la fecha ostentaren los símbolos patrios en forma distinta a los colores, dimensión y diseño descritos en este reglamento, deberán sustituirlos por los que corresponden conforme a lo preceptuado en los artículos que anteceden. Artículo 16. Dicha sustitución no incluye a los símbolos y documentos de valor histórico ni a los que forman parte integrante de monumentos o edificaciones en general. En cuanto al uso del escudo en monedas y demás valores del Estado, se estará a lo que disponen las leyes y reglamentos de la materia. Artículo 17. El presente Acuerdo entrará en vigor el quince de septiembre en curso, Día de la Patria. —Comuníquese, MÉNDEZ MONTENEGRO Siguen las firmas de los Ministros de Estado |

### Decreto 104-97 del Congreso de la República
En 1997 el Congreso de la República de Guatemala emitió el Decreto 104-97  en el cual se oficializó por medio de decreto legislativo lo estipulado en 1968. 
| ORGANISMO LEGISLATIVO CONGRESO DE LA REPÚBLICA DE GUATEMALA DECRETO NÚMERO 104-97 El Congreso de la República de Guatemala, , CONSIDERANDO: Que la República de Guatemala, como cualquier país del mundo, debe establecer de manera definitiva las características de sus símbolos patrios, como elementos de identidad y de fortalecimiento patriótico entre sus habitantes; CONSIDERANDO: Que se hace prioritario establecer el color oficial de la Bandera Nacional y del Escudo de Armas, sus dimensiones y características de diseño, para que toda persona individual o jurídica que esté encargada de la elaboración y diseño del símbolo patrio, lo realice exclusivamente en la forma establecida; CONSIDERANDO: Que para el efecto es indispensable emitir la disposición legal que establezca taxativamente las características oficiales del diseño de los mismos, los actos protocolarios que deben guardarse en su presencia, así como las sanciones respectivas en caso de incumplimiento, POR TANTO: En ejercicio de las atribuciones que le confiere el Artículo 171 literal a, de la Constitución Política de la República de Guatemala, DECRETA: La siguiente: LEY NORMATIVA DE LA BANDERA NACIONAL Y DEL ESCUDO DE ARMAS"" Artículo 1.- La Bandera de Guatemala es la insignia suprema de la Patria. No saluda, no rinde honores ni ostenta ninguna leyenda o inscripción adicional. Su forma es de un rectángulo con las dimensiones, vertical y horizontal de 5 a 8 a la regla de oro de la proporción estética, respectivamente. El único nombre que le corresponde con o sin escudo, es Bandera, por lo que se debe omitir cualquier otro sustantivo, para denominarla. Artículo 2.- Sus colores son el azul y el banco dispuestos en tres franjas verticales del mismo ancho: una azul en cada extremo y una blanca en medio. Al tono de azul que deberá utilizarse en su confección le corresponde el código ISCC-NBS177, y al blanco el código ISCC-NBS263 según la Sociedad Internacional del Color. En el centro de la franja blanca lleva el Escudo de Armas de la República, ocupando sus dos terceras partes para lograr dimensiones proporcionales. Artículo 3.- El color blanco representa pureza, paz, integridad, firmeza y luz; el azul expresa fortaleza, justicia, verdad y lealtad. En cuanto al Escudo de Armas, el significado de los símbolos representados en él, es el siguiente: la espada simboliza justicia y soberanía; las ramas de laurel, victoria; el pergamino, inmortalidad de la fecha de nacimiento de la Patria y el Quetzal es símbolo supremo de libertad. Artículo 4.- El diseño obligatorio para el Escudo de Armas es así: los rifles Remington de la época de su creación (1871), se representarán con bayonetas triangulares caladas de perfil, con el guardamonte hacia abajo y entrecruzados en ángulo recto, en el centro del escudo. Las ramas de laurel se representan al natural con frutos, enlazando las armas, entrecruzadas en la parte inferior y sin atadura alguna. Las hojas inferiores de las ramas enlazan con las empuñaduras de las espadas y las subsiguientes con las culatas de los rifles, y las últimas en el extremo superior, con las bayonetas. Artículo 5.- El pergamino que obra también dentro del diseño, va desenrollado en el centro del escudo sobre el cruce de los rifles; tiene una vuelta y media hacia el frente de la parte superior y una vuelta y media hacia el reverso en el inferior, descansando ésta sobre las hojas de las espadas. Centrada en el pergamino figurará la siguiente leyenda en letras color oro, mayúsculas, en cuatro líneas así: en la primera LIBERTAD, en la segunda 15 DE; en la tercera SEPTIEMBRE y en la cuarta DE 1821. Artículo 6.- En la parte superior del pergamino posa el Quetzal, debiéndose representar diestrado, en sus colores propios. Las plumas caudales más largas pasan sobre las armas del lado correspondiente y sobrepasan ligeramente las hojas inferiores del laurel. Artículo 7.- El Escudo de Armas, es también Símbolo Nacional, aunque no forme parte de nuestra Bandera. En tal caso, deberá guardar el mismo diseño establecido en los artículos anterior, y el fondo del lienzo en el que aparezca será siempre color blanco. Artículo 8.- Todo establecimiento que albergue oficinas del Estado, de instituciones autónomas o descentralizadas, así como los establecimientos del sistema educativo nacional, deberán mantener todos los días, izada la Bandera de Guatemala, bajo apercibimiento de ser sancionado administrativamente, según lo establecido en el Artículo 10 de la presente Ley. Para izarla se respetarán los preceptos indicados en los artículos respectivos. Aquellas personas individuales o jurídicas que no encajen dentro de las enumeradas anteriormente y que así lo deseen, podrán de igual manera exponer la Insignia Nacional. Artículo 9.- Las personas individuales o jurídicas, entidades públicas, privadas o de carácter comercial, así como establecimientos de cualquier naturaleza que al a fecha expongan Bandera con características distintas a las preceptuadas en artículos anteriores, deberán sustituirla por la que corresponde, bajo apercibimiento de ser sancionado de acuerdo a la presente Ley. Esta sustitución no incluye a las banderas de valor histórico ni a las que formen parte integrantes de monumentos o edificaciones en general. Tales circunstancias son válidas también para el Escudo Nacional. Artículo 10.– Serán los respectivos Ministerios o entidades rectoras de las dependencias obligadas, quienes velarán por el cumplimiento de lo determinado en los artículos 8 y 9 de la presente ley, y dispondrán –en su caso- la sanción correspondiente en caso de incumplimiento. Artículo 11.- Es obligación de los cónsules verificar que en sus sedes, en las embajadas que representen a Guatemala en el extranjero, así como en todos los actos oficiales realizados en cualquier país, las banderas que nos representen, cumplan con los requisitos que establece la presente ley. Ninguna bandera deberá exponerse en todos los casos anteriores, sin el Escudo de Armas respectivo. En caso contrario, el Ministerio de Relaciones Exteriores sancionará a su discreción el incumplimiento de lo aquí dispuesto. Artículo 12.- La Bandera Nacional se izará y arriará lenta y ceremoniosamente, y todas las personas presentes deberán hacer el saludo respectivo mientras dure el acto. Se prohíbe izar lienzos que hayan perdido sus colores originales o se hallen en notorio mal estado. Las Banderas que salgan de circulación deberán incinerarse con todos los honores correspondientes, pudiendo cada institución disponer de las cenizas respectivas. Artículo 13.- Al portar la bandera en un desfile, deberán adoptarse las siguientes formaciones: 1. Cuando haya dos banderas, la nacional irá a la cabeza del desfile, ubicada del lado derecho; y 2. Cuando sean varias las banderas portadas, la nacional irá presidiendo y las restantes atrás de ella en línea. Artículo 14.- Para izar la bandera cuando haya otras adicionales se seguirá el siguiente orden: 1. Cuando se izen en diferentes mástiles, la Bandera Nacional se izará primero; y 2. Cuando haya varias banderas en el mismo mástil, la Bandera Nacional irá en la parte más alta del mismo. En todos los casos, las dimensiones de la Insignia Patria serán mayores que las de las otras banderas. En cuanto a la colocación, la Bandera Nacional irá siempre a la derecho si son dos, y en el centro si son más. Queda prohibida cualquier actuación que contraríe lo dispuesto en este artículo y en el anterior, así como colocar bandera, pabellón o gallardete alguno a una altura mayor que la Bandera Nacional. Artículo 15. El Ministerio de Educación queda obligado a que se fomente el contenido de la presente ley, debiendo velar porque los establecimientos educativos públicos o privados den a conocer los significados aquí contenidos. Asimismo velará porque se impulsen programas cívicos a todo nivel, dándole mayor realce dentro de la población estudiantil. Artículo 16. Será el Ministerio de Cultura y Deportes el encargado de autorizar a toda persona individual o jurídica o entidad mercantil, que se quiera dedicar a la confección, elaboración, distribución y venta de Banderas Nacionales. Para el efecto dicho Ministerio elaborará el forma de modelo único, mismo que entregará a las entidades que autorice, juntamente con la licencia respectiva. Queda terminantemente prohibido elaborar banderas no autorizadas o de características distintas a las del modelo normado por esta ley. En caso de infracción, el Ministerio de Cultura y Deportes dispondrá lo relativo a la sanción. Artículo 17. El día dedicado a la Bandera será el 17 de agosto de cada año, por ser la fecha en que se creó la misma, en el año 1871. El Ministerio de Educación velará porque ese día o –en su caso- el más próximo, se celebre en todos los establecimientos educativos de cualquier nivel, públicos o privados, rindiéndose honores a la Bandera Nacional. Artículo 18. Se deroga toda disposición legal y reglamentaria que se oponga a lo establecido en la presente ley. Artículo 19. El presente decreto entrará en vigencia treinta (30) días después de su publicación en el diario oficial. PASE AL ORGANISMO EJECUTIVO PARA SU SANCIÓN, PROMULGACIÓN Y PUBLICACIÓN. DADO EN EL PALACIO DEL ORGANISMO LEGISLATIVO, EN LA CIUDAD DE GUATEMALA, A LOS VEINTIOCHO DÍAS DEL MES DE OCTUBRE DE MIL NOVECIENTOS NOVENTA Y SIETE. —Comuníquese, Álvaro Arzú Irigoyen Siguen las firmas de los Ministros de Estado |

## Cronología

Bandera de la Capitanía General de Guatemala. Utilizada entre 1542-1821.
Bandera utilizada durante su asociación con el Primer Imperio Mexicano entre 1822-1823.
Bandera nacional utilizada durante las Provincias Unidas del Centro de América entre 1823-1824.
Bandera nacional utilizada durante la República Federal de Centro América entre 1824-1839.
Bandera utilizada a partir del establecimiento del Estado de Guatemala durante la República Federal de Centro América entre 1825-1838.
Bandera del Estado de Guatemala, después de la disolución de facto de la República Federal de Centroamérica, usada entre 1838-1851.
Bandera Nacional de la República. Utilizada a partir del establecimiento de la República de Guatemala entre 1851-1858.
Bandera Nacional. Utilizada entre 1858-1871.
Bandera Nacional de Guatemala (1871–1968).
Bandera Estatal de Guatemala (1924).
Bandera Nacional de Guatemala (1968-1997)
Bandera Nacional de Guatemala (1997-hasta la actualidad)

## Banderas gubernamentales

Bandera del Presidente de Guatemala
Bandera del Vicepresidente de Guatemala
Bandera del Presidente del Congreso de la República de Guatemala.
Bandera del Presidente de la Corte Suprema de Justicia de Guatemala

## Banderas de grupo étnico

Bandera de los Pueblos, bandera atribuida a los pueblos indígenas
Bandera del pueblo garífuna

## Banderas Militares

Bandera del Ministerio de Defensa
Bandera del Jefe del Estado Mayor

## Banderas Políticas

Bandera del Movimiento de Liberación Nacional
Bandera del Partido Guatemalteco del Trabajo
Bandera de la Unidad Revolucionaria Nacional Guatemalteca

## Banderas Departamentales

Bandera del Departamento de Alta Verapaz
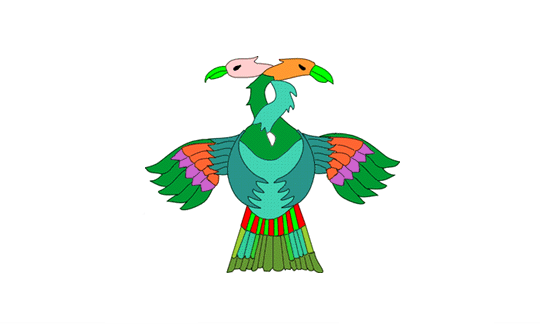
Bandera del Departamento de Baja Verapaz
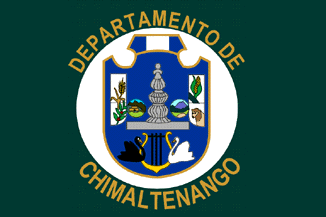
Bandera del Departamento de Chimaltenango
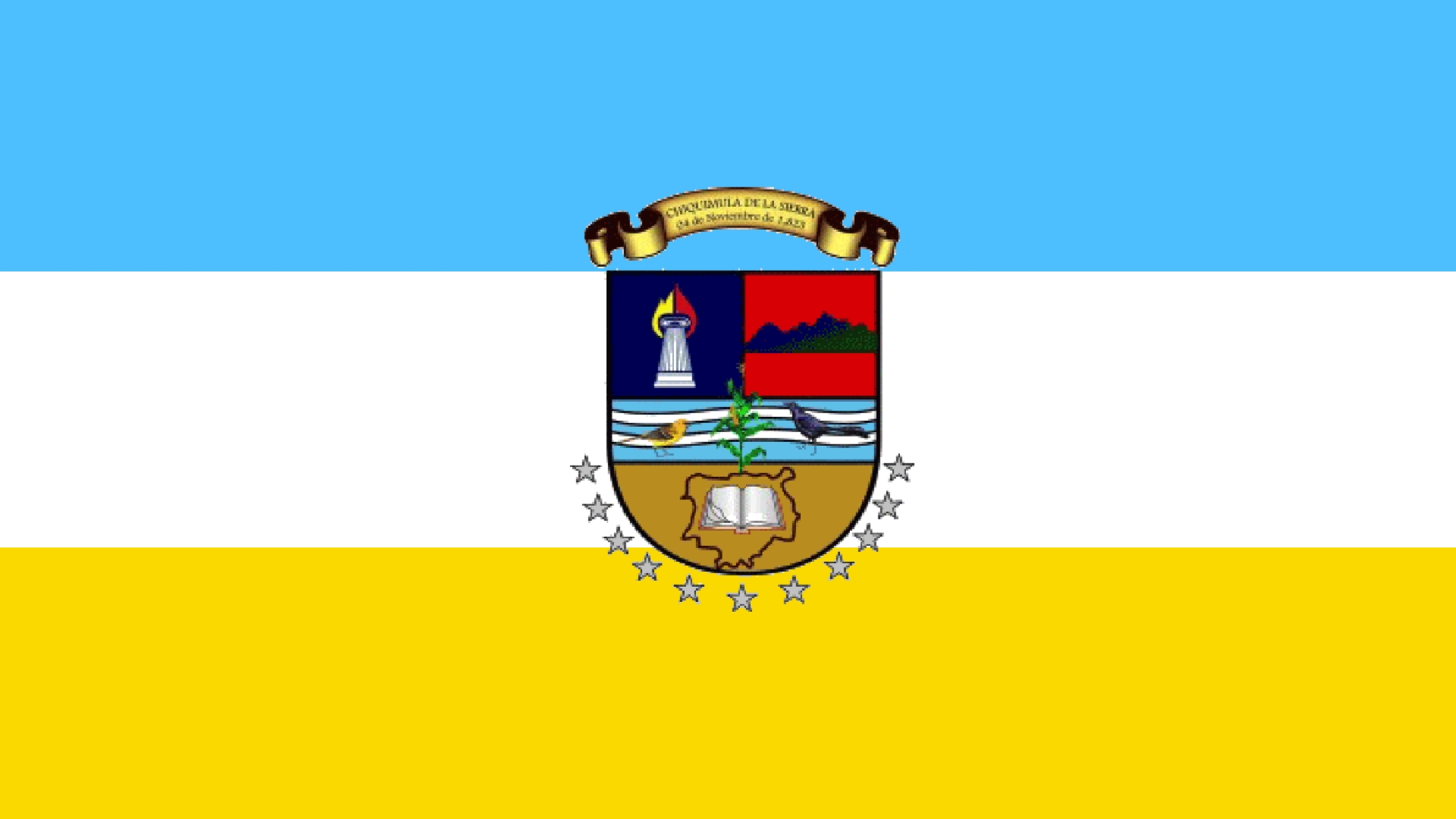
Bandera del Departamento de Chiquimula
Bandera del Departamento de El Progreso
Bandera del Departamento de Escuintla
Bandera del Departamento de Guatemala
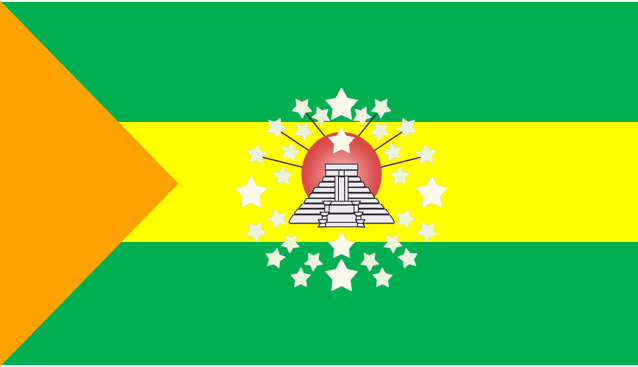
Bandera del Departamento de Huehuetenango
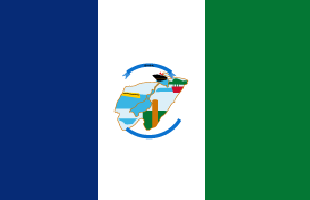
Bandera del Departamento de Izabal
Bandera del Departamento de Jalapa
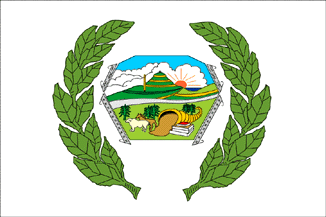
Bandera del Departamento de Jutiapa
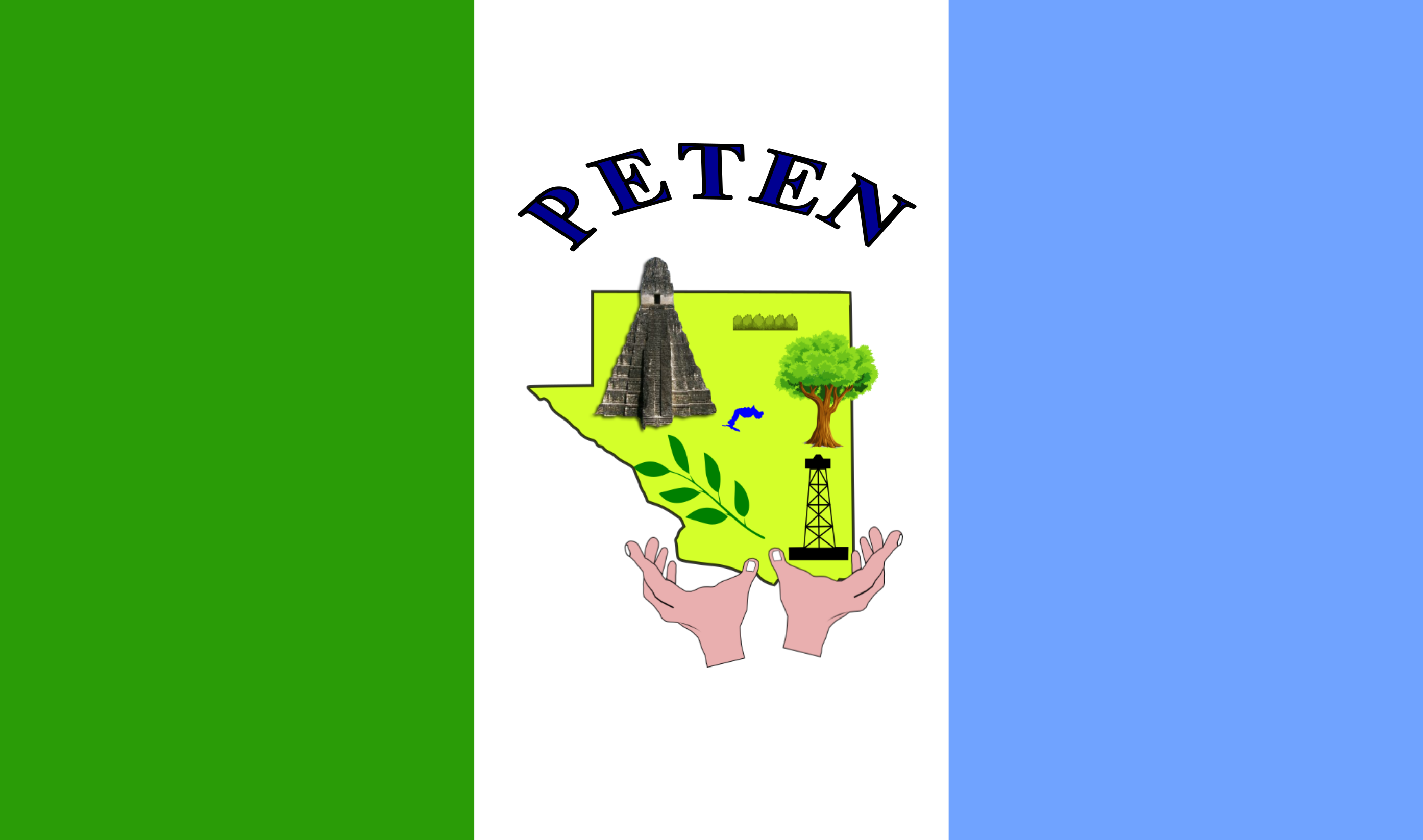
Bandera del Departamento de Petén
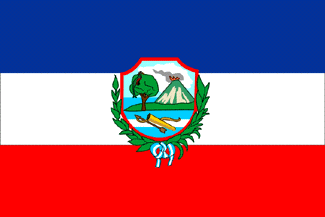
Bandera del Departamento de Quetzaltenango
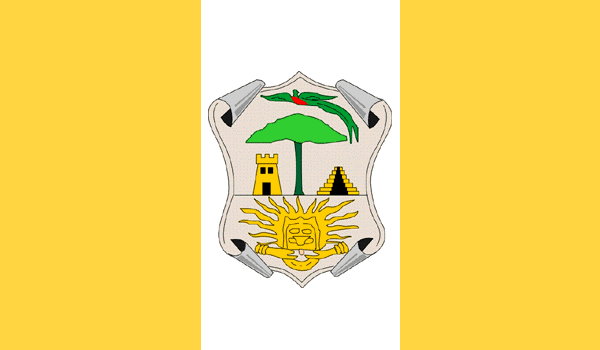
Bandera del Departamento de Quiché
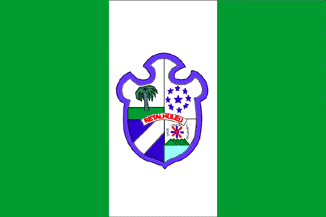
Bandera del Departamento de Retalhuleu
Bandera del Departamento de Sacatepéquez
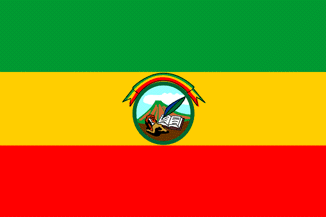
Bandera del Departamento de San Marcos
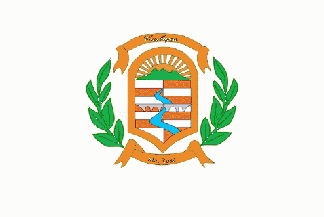
Bandera del Departamento de Santa Rosa
Bandera del Departamento de Sololá
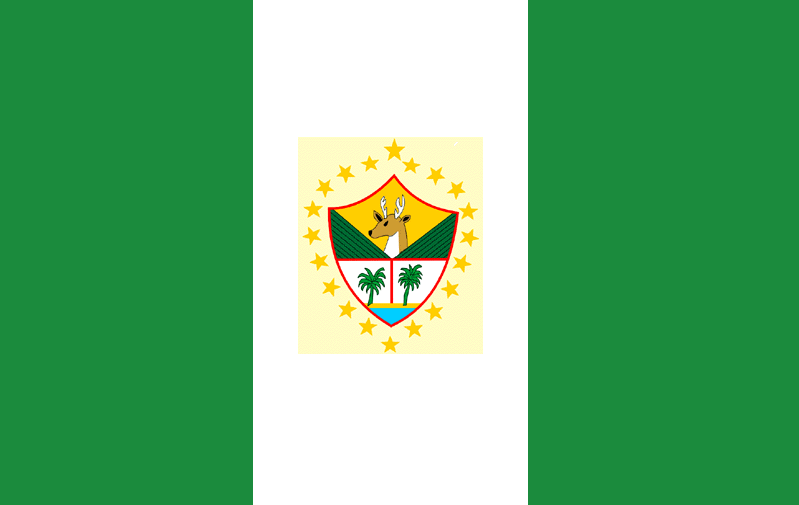
Bandera del Departamento de Suchitepéquez
Bandera del Departamento de Totonicapán
Bandera del Departamento de Zacapa

## Galería

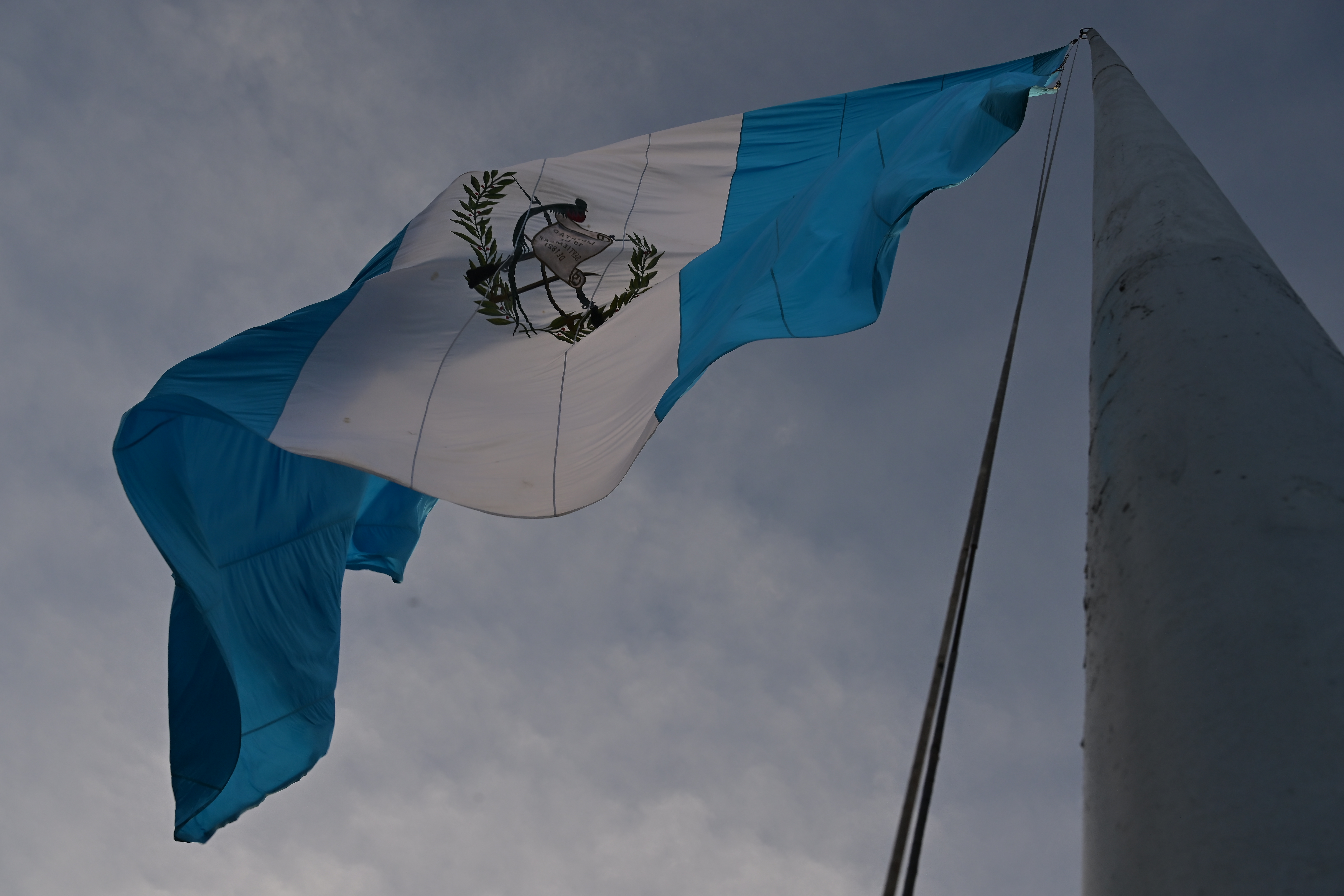
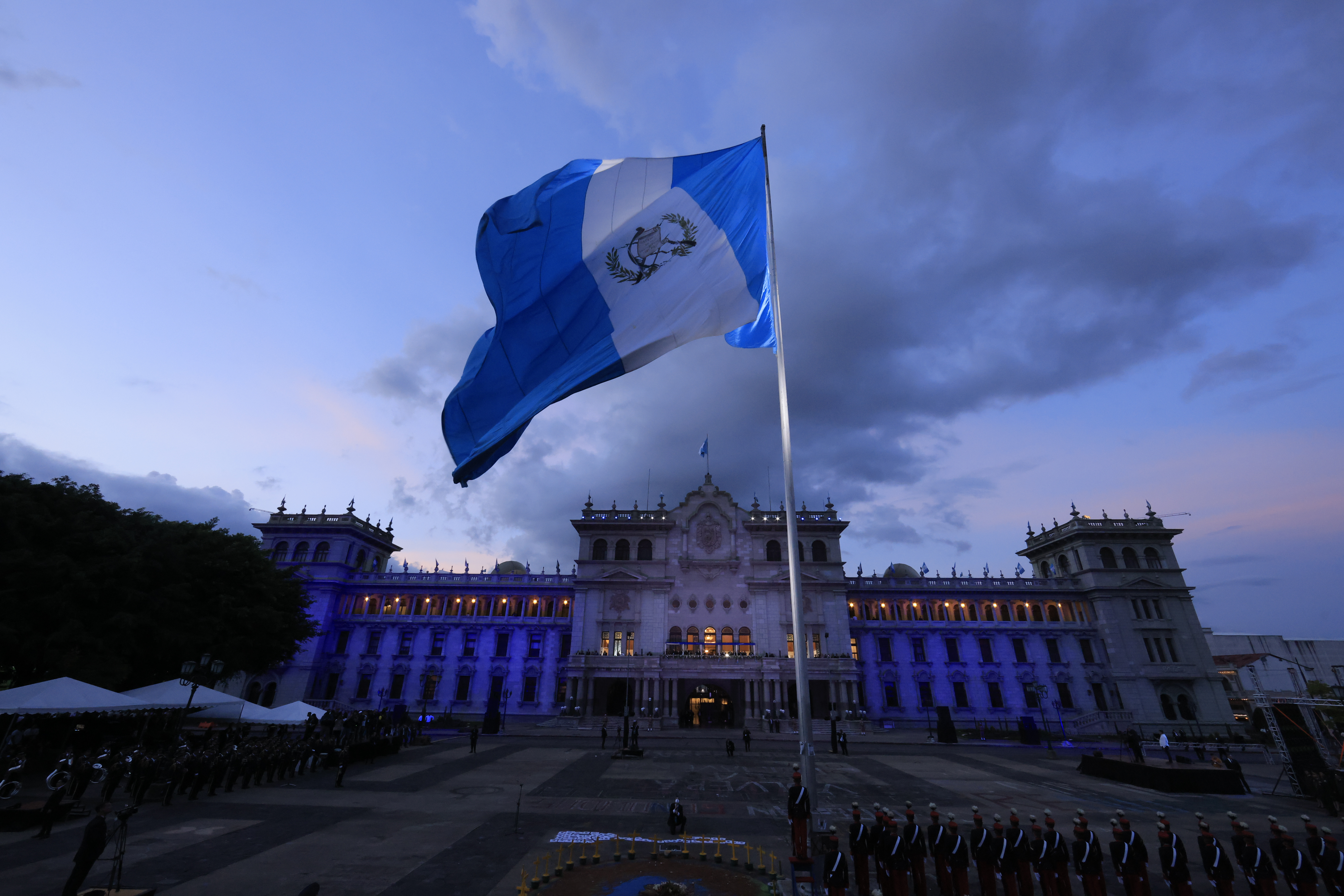
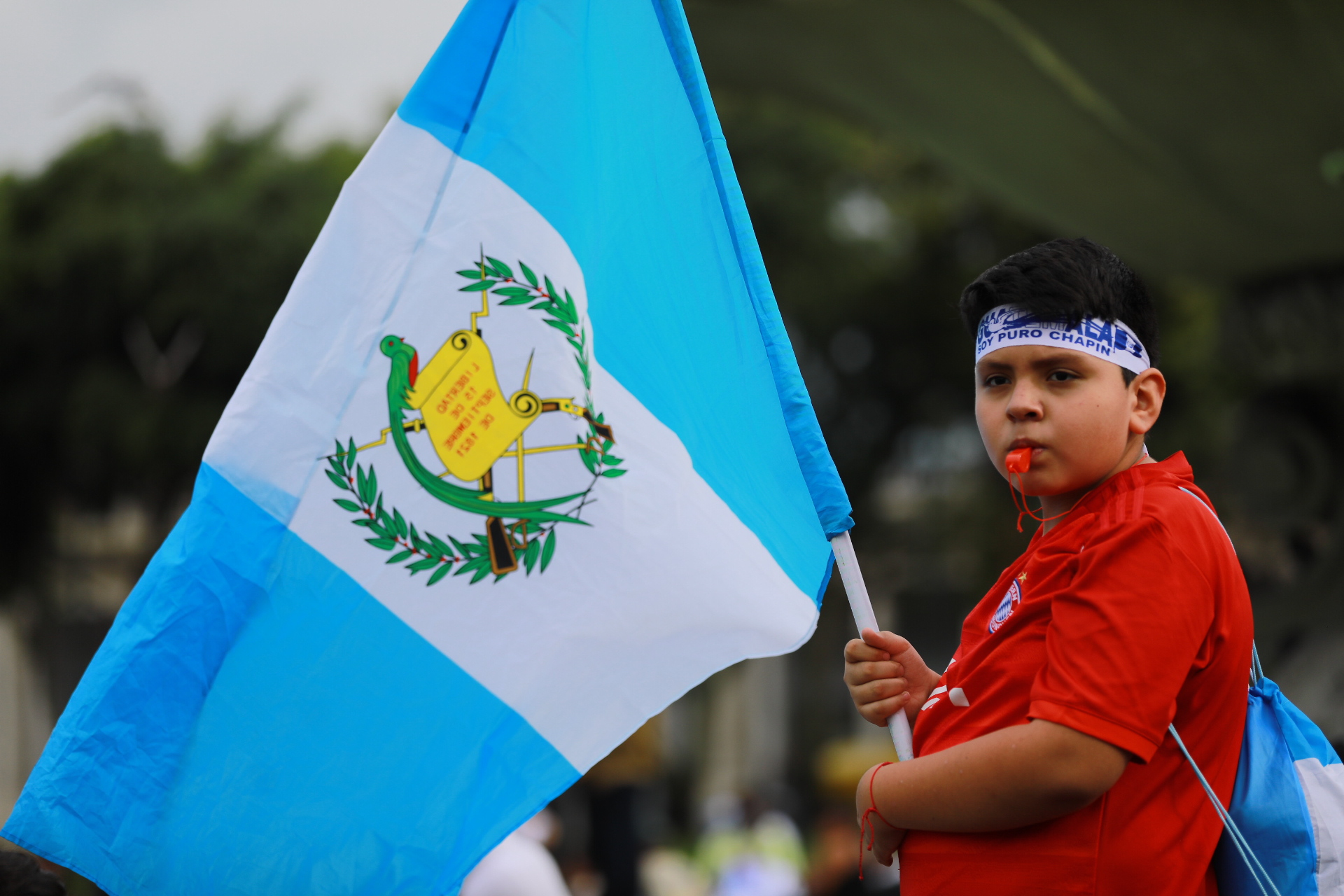
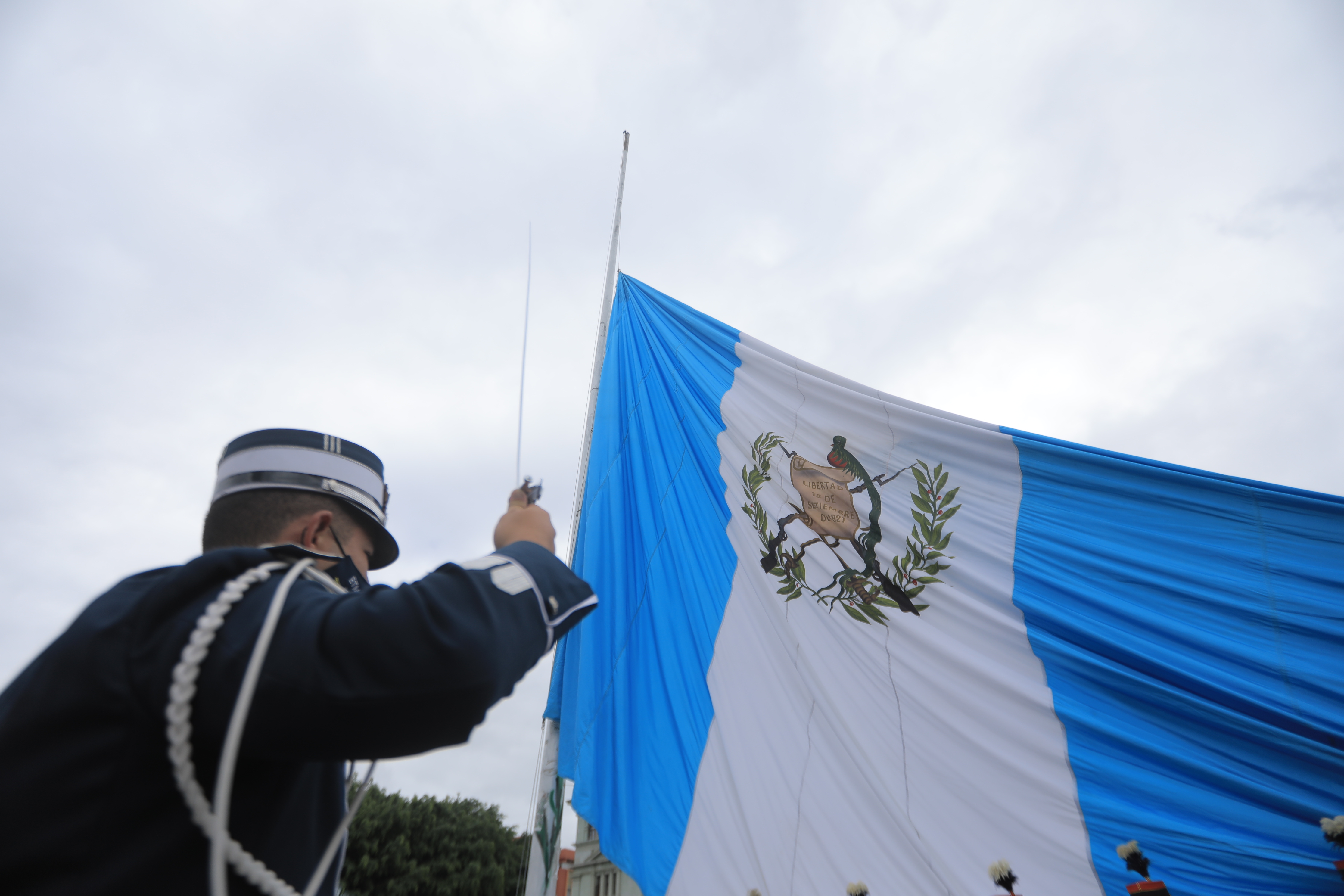
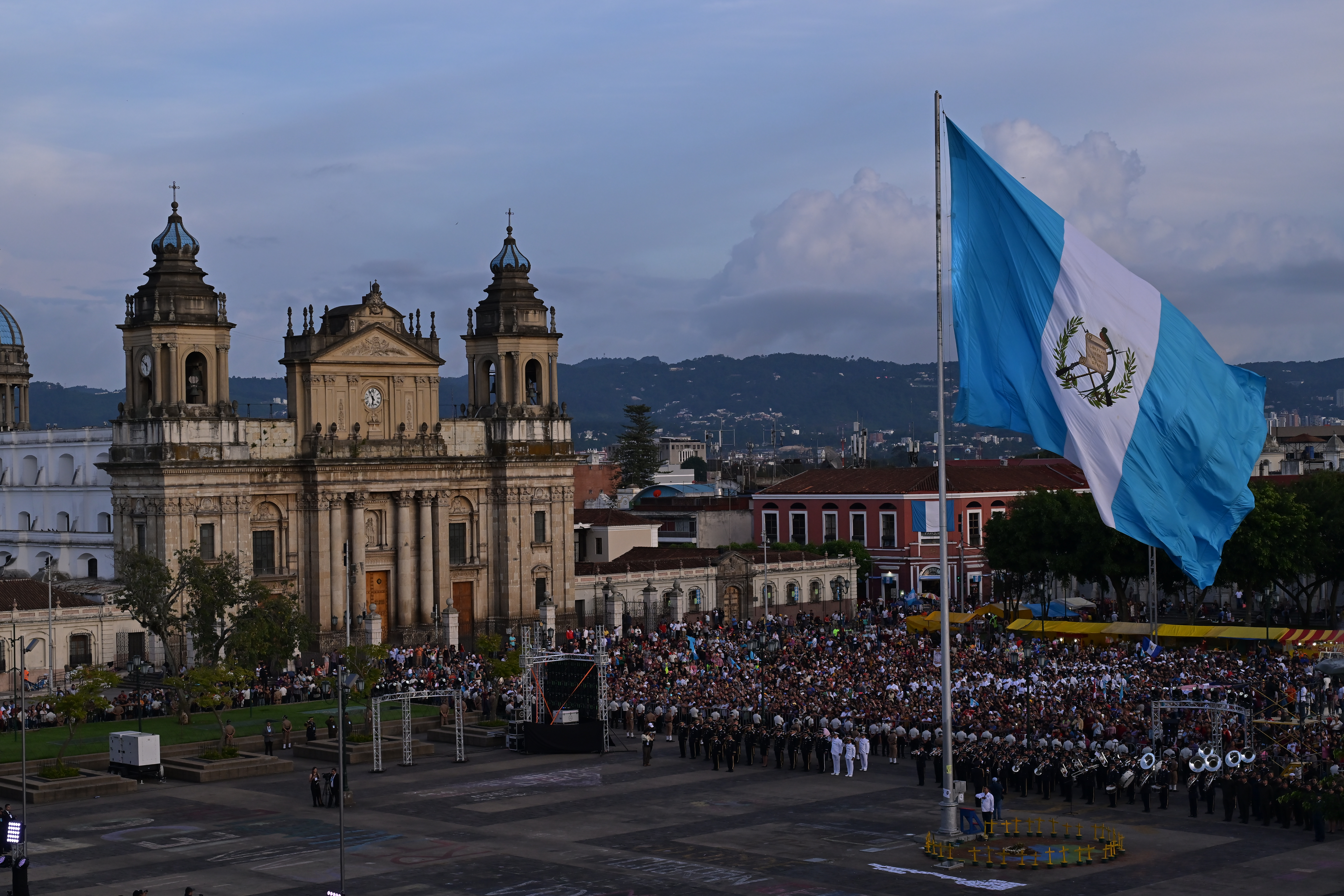
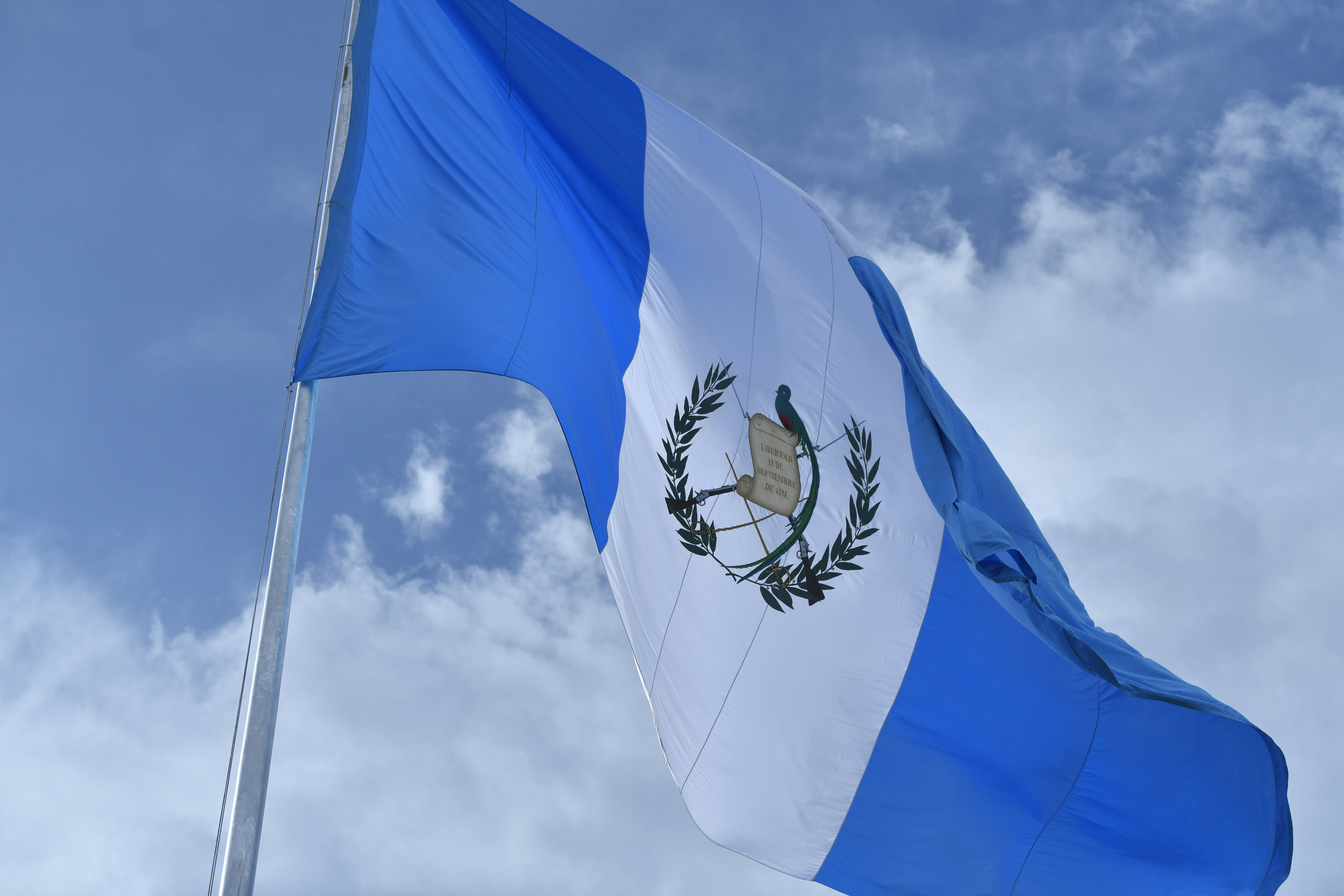